# Start-Ziel-Gerade

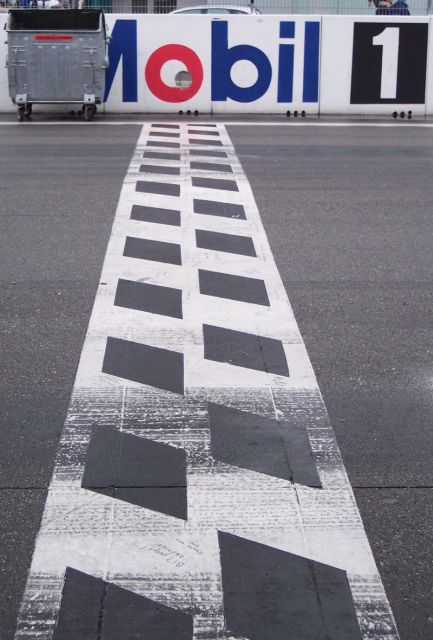
Start-Ziellinie des Hockenheimrings

Die Start-Ziel-Gerade (auch Boxengerade genannt) ist der Abschnitt einer Rennstrecke, auf dem sich der Anfang und das Ende befinden. Der Anfang wird durch die Startlinie markiert. Häufig ist das Ende an der gleichen Stelle wie der Anfang, es kann aber auch eine Ziellinie mit einer eigenen Markierung vor der Startlinie existieren, wie z. B. im Autodromo Enzo e Dino Ferrari.
Auf der Start-Ziel-Geraden befinden sich außerdem die Markierungen für die Startplätze. Das Rennen wird meistens von der Start-Ziel-Geraden aus gestartet, z. B. durch einen stehenden Start. Für diese in Europa und der Formel 1 häufigste Startform ist über der Gerade eine spezielle Ampelanlage installiert. Bei der Start-Ziel-Geraden handelt es sich nicht immer um eine Gerade, beispielsweise verfügt der Circuit de Monaco lediglich über eine lang gestreckte Kurve, auf der die Rennen beginnen und enden.
Meistens befindet sich direkt neben der Start-Ziel-Geraden die Boxengasse sowie deren Aus- und seltener auch deren Einfahrt. Auf einigen Strecken sind mehrere Start-Ziel-Geraden vorhanden, so z. B. auf dem Circuit de Spa-Francorchamps oder auf dem mitten in der Wüste von Bahrain gelegenen Bahrain International Circuit, deren zweite Boxengasse die private Anlage der Königsfamilie ist. Die Start-Ziel-Gerade ist oft auch die längste und schnellste Gerade einer Rennstrecke, z. B. wurden darauf auf dem Autodromo Nazionale Monza bei Formel-1-Rennen bis zu 369 km/h erreicht.
Nicht immer benutzt, aber wichtig ist die Red Flag Line, die Linie hinter der nach einem Abbruch anzuhalten ist.
Auf dem Indianapolis Motor Speedway, wo der Große Preis der USA ausgetragen wurde, findet man noch heute nach der Ziellinie einen kleinen Streifen des originalen Pflasterbelags.